# 海道力也
海道 力也（かいどう りきや、1961年12月25日 - ）は、日本の俳優。兵庫県出身、ハーモニック所属。

## 来歴・人物
- 兵庫県尼崎市生まれ。大阪商業高等学校卒業、先輩にはオール巨人、松尾貴史などがいる。
- 人生の後半に新たなライフワークを求め、経験したこともない芸能界入りを決める[1]。
- 初めて決まったテレビの仕事はお蔵入りとなる。
- 初めて受けたオーディションは井筒和幸監督作品の『黄金を抱いて翔べ』（2012年）であり、そのまま映画デビュー。
- 白い顎鬚と巨漢が特徴。そのためか、ヤクザの組長役が多い。
- 関西を拠点に、映画、Vシネマ、ドラマなど映像方面で活動している。

## 作品

### 映画
- 黄金を抱いて翔べ（2012年、井筒和幸監督） - 違法カジノ客
- タンバリンマン（2012年、吉田有志監督） - 謎のグラサンの男
- パンチメン（2012年、田中健詞監） - リングサイドのアベック客
- 金銀パール大作戦/（2013年、田中健詞監督） - テロリスト・ボス
- 大阪蛇道（2013年、石原貴洋監督） - 大谷組組長 大谷力也 ※ゆうばり国際ファンタスティック映画祭2013年・招待作品[2]
- 大阪ばばあ（2013年、石原貴洋監督） - 木佐貫家長男
- ムンシン 刺青（2013年、河本政則監督） - 彫強(彫師)
- 重星（2014年、木村修一監督） - 寺島(刑事)
- 同乗者（2014年、亀井伸幸監督） - 海道 ※48映画祭
- 時空脱獄NINJA ジライヤ（2014年、大木ミノル監督） - 真田組組長 ※第一回伊賀忍者映画祭・審査員特別賞受賞
- キミハヒカリ（2014年、木村修一監督） - 田中(刑事)
- コントロール・オブ・バイオレンス（2015年、石原貴洋監督） - 大谷組組長 ※ゆうばり国際ファンタスティック映画祭2015年・招待作品[3]
- 月夜釜合戦（2015年、佐藤零郎監督・16mフィルム） - 鎌足組本部長 宍戸[4]
- ええがな!（2015年、河本政則監督） - 雲海一座座長 雲海
- 兄弟（2015年、ZAK BANY監督） - KAIDOU ※カンヌ映画祭マルシェドフィルム2015年招待作品
- 合葬（2015年、小林達夫監督） - 強硬派幹部
- ある日、突然。（2015年、安田淳一監督） - 組員
- 猫国志・無頼帳（2015年、舛本昌幸監督） - 国王
- ゾンビVS白雪姫（2015年、大江たかし監督） - ゾンビ白雪姫
- 仁義砦炎上（2015年、白澤康宏監督） - 相良組組長
- 信長協奏曲（2016年、松山博明監督） - 羽柴秀吉の家臣
- シズクー猫滸伝外典（2016年、舛本昌幸監督） - 剣豪
- singleとと（2016年、中西順巳監督） - 主演・海道 ※48HFP観客賞受賞
- ゴーストフラワーズ（2017年、石原貴洋監督） - 組長 ※ゆうばり国際ファンタスティック映画祭入選
- レッドカプセル（2017年、石原貴洋監督） - 主演・金城 ※ドイツハンブルグ映画祭招待作品[5]
- ぱん。（2017年、辻凪子監督&阪元裕吾監督） - パン屋店主 ※MOOSIC LAB 2017短編部門・短編部門・グランプリ[6]
- 温泉しかばね芸者（2017年、鳴瀬聖人監督） - ならず者 ※ゆうばり国際ファンタスティック映画祭審査員特別賞受賞
- スロータージャップ（2017年、阪元裕吾監督） - リョーマ ※ゆうばり国際ファンタスティック映画祭入選
- 京都メロウ 金魚のこいびと（2017年、土山久美子監督） - 西陣織職人の先輩[7]
- ああ残酷な世界（2017年、金本真吾監督） - 変態な父親 ※カナザワ映画祭期待の新人入選
- ドブ川番外地（2017年、渡邊安悟監督） - ヤクザ ※カナザワ映画祭期待の新人監督入選[8]
- ベジタリアンオブザダッド（2017年、大江たかし監督） - 主演・ケン ※観客賞受賞
- レッドリスト（2017年、石原貴洋監督）[9] - 　白石リキヤ(父親)
- マイナス36℃の二人（2017年、奥本はじめ監督） - 大浦
- あなたに会いたくて（2017年、白澤康弘監督） - ヤクザ
- 猫都大決戦（2017年、舛本昌幸監督） - 皇帝ヤナギサワ
- シンジ君のお父さん（2017年、木村みつき監督） - お父さん
- ファミリ☆ウォーズ（2018年、阪元裕吾監督）[10] - 父親・福島政宗
- レッド・ブレイド（2018年、石原貴洋監督） - 忍者猿飛
- パンク侍斬られて候（2018年、石井岳龍監督） - 篭屋
- クレージーアイランド（2018年、阪元裕吾監督） - 松井清志郎
- 大阪悪代官（2018年、石原貴洋監督） - 悪代官 ※ゆうばり国際ファンタスティック映画祭入選
- 羽島すぐるの奇妙な冒険（2018年、平島晃大監督） - 斎藤達也
- 裸族（2018年、うみのはるか監督） - 裸族の男
- ミラクルミッチー（2018年、尾崎朋子監督） - ミラクルミッチー
- つたにこいする（2018年、梅村和史監督） - カキ
- 鳩撲滅軍赤鬼（2018年、金本真吾監督） - 鳩大好きおじさん
- 小鳥来る。（2018年、うみのはるか監督） - 力也
- つたえる（2018年、衣笠竜屯監督） - 俳優・佐竹力
- かいつぶり（2019年、うみのはるか監督） - 父親 ※第一回はぐくみ映像コンペ　優秀賞受賞
- グレーティスト笑−マン（2018年、黒田航大監督） - 喫茶店主
- 最強殺し屋伝説国岡（2019年、阪元裕吾監督）※ゆうばり国際ファンタスティック映画祭入選[11] - 殺し屋サイジョウ
- クライングフリーセックスNever Again!（2019年、岩崎友彦監督）※ゆうばり国際ファンタスティック映画祭入選[12] - ボス
- しーしーまんま（2019年、金本真吾監督） - 剛田組長
- 日本は素晴らしい国（2019年、鬼村悠希監督） - 主演・三船新太郎
- オーサカの夜（2019年、淀川十三監督）※杉並ヒーロー映画祭グランプリ[13] - おっさん
- 性春まみれ（2019年、西口洸監督） - マタギの父 ※ゆうばり国際ファンタスティック映画祭入選
- ひとくず（2019年、上西雄大監督） - 競艇場のおっさん
- アニマうバスターズ（2019年、鬼村悠希監督） - 主演・組長 ※観客賞受賞
- Ｉ（アイ）（2019年、立川晋輔監督） - 苺農園のおじさん ※沖縄国際映画祭参加作品[14]
- magician（2019年、藁科監督） - 主演・駄菓子屋店主
- 人形の家（2019年、片岡れいこ監督） - 主人公・涼の壮年期
- 労働オブザ輪廻（2019年、鬼村悠希監督） - 霊媒師・鬼村誠
- 登紀子へ（2019年、余田慎太郎監督） - ヤクザボス
- ドスえもん（2020年、金本真吾監督）[15][16] - 主演・ドスえもん ※ゆうばり国際ファンタスティック映画祭入選
- アワーアンビション（2020年、大矢哲紀監督） - ローリング大森
- チューイングハーバー（2020年、ますだあやこ監督） - ボス
- 息をする（2020年、一村龍佑監督） - 主演・父親
- クライングフリーセックス3（2020年、岩崎友彦監督） - 警官ボブ
- コケシセレナーデ（2020年、松本大樹監督）[17] - 霊媒師
- 静寂（2020年、うみのはるか監督） - 主演・光男
- 鬼才監督（2020年、金本真吾監督）※ゆうばりインターナショナルコンペ入選[18] - 主演・鬼瓦十三
- 美食モンスター（2020年、うみのはるか監督） - 主演・美食家
- 暗がりに咲く（2020年、萩原佑汰&久野雅輝監督） - 組長
- カラー愛はどこから（2020年、ウサギ監督） - 父親
- 赤穂夢物語（2020年、鬼村悠希監督） - 大石良欽
- ドスチュー（2020年、金本真吾監督） - ドスチュー
- チン神様（2020年、金本真吾監督） - チン神様
- 巫女のうた〜神々のうた（2021年、暁炎陽監督） - 主演
- インディーズ映画の帝王（2021年、金本真吾監督） - 主演
- 最近、よく死んでます（2021年、金本真吾監督） - 玄海和尚
- スナックカーマ（2021年、金本真吾監督）　主演まさこママ ※第一回シンシネマアカデミーグランプリ受賞&主演男優賞受賞
- GIジョー漆黒のスネークアイズ（2021年、ロベルトシュベンケ監督） - ヤクザ
- グロッキー（2021年、鎌田尚子監督） - 親分
- 赦し乞うもの（2021年、松田慎介監督） - 主演・おじさん
- 大阪闇金（2021年、石原貴洋監督）[19] - 北山組組長
- #Lemon（2021年、うみのはるか監督） - 上司
- 極道系Vチューバー達磨（2021年、松本大樹監督） - 主演・三船達磨
- 黄龍の村（2021年、阪元裕吾監督）[20][21] - 国村洋司
- 海ほたる～命のひかり（2022年、しのはらせつこ監督）ホームレス役
- 虹、結（2022年、大原誠弐監督）主演・月幸蔵役
- 不檄～ふれぶみ～（2022年、河本政則監督、長原成樹監督）宇越敏弘役
- 魔女の香水（2022年、宮武由衣監督）百閒坂の男役
- 花子とキメラ（2022年、鬼村悠希監督）ヤクザ役
- サドガール（2022年、金本真吾監督）祖父役
- iai（2022年、マヒー・トゥー・ザ・ピーポー監督）ヤクザ役
- 鴉（2023年、橋田来希監督）横田さとし役
- アグリー（2023年、金本真吾監督）主演・男役
- SAD  CHAIN（2023年、山本俊輔監督）闇金屋役
- level（2023年、うさぎ監督）マスター役
- キミTOともに（2023年、うみの樹祢監督）山本周五郎役
- 大阪カジノ（2023年、石原貴洋監督) 大谷組組長役

### ドラマ
- 「灰色の虹」ドラマスペシャル（2013年、朝日放送） - 落仁興業組員
- 「妻は、くノ一」第5話（2013年、NHK BSプレミアム） - 手代
- 「ショート・ショウ2」第1話（2015年、KBS京都）  - 皆川
- 新春時代劇「ライジング若冲」（2021年、NHK） - 無頼漢ボス
- 「惑星スミスでネイキッドランチを」（2021年、島田角栄監督、サンテレビ）
- 「稲妻ムービーマーケット」（2023年、島田角栄監督、サンテレビ）9話　マサ役

### Webドラマ
- ショーブ！蕎麦屋店主（2016年）[22]
- マインドミラー キング（2016年）[23][24][25][26][27]
- oneさんの浮気な食卓/さくら詩音監督（2018年）[28][29]
- 凪の憂鬱/磯部鉄平監督（2019年）[30]
- ベラジオチャンネル　ドッキリ仕掛け人（2022年）
- ベラジオチャンネル　ドラマ・ベラジオガールズ・マスター役（2022年）

### テレビ
- 夜はキンキン（2011年、サンテレビ）
- ビーバップハイヒール（2013年・2015年、関西テレビ）
- マルコポロリ（2014年、関西テレビ）再現ドラマ - 組長役
- 人間観察モニタリング（2015年、TBS） - カラオケ相席ヤクザ仕掛け人
- ビーバップハイヒール 強面共感できる編（2016年、朝日放送）
- 探偵!ナイトスクープ（2016年、朝日放送） - ヤクザ仕掛け人
- マルコポロリスペシャル（2016年、関西テレビ）再現ドラマ- 厳つい親父役
- マルコポロリ（2017年、関西テレビ） - 親方役
- 捜査会議はリビングで!おかわり（2018年、NHK BSプレミアム） - ヤクザ役
- コトバサマのいうとおり（2018年、関西テレビ） - 仕掛け人・海道力也役
- 明石家電視台 顔が怖い8人（2019年、毎日放送）
- 一回回って知らない話（2019年、日本テレビ）再現ドラマ - 勝新太郎役

### 舞台
- 「また逢う日まで」（2011年大阪座市民劇場） - モグラ
- 演劇集団koa「喫茶店なう」（2012年） - 銀行強盗
- 劇団KOA「天使は瞳を閉じて」（2013年） - マスター
- 劇団KOA「エゴサーチ」（2014年） - エゴサーチカンパニー社長・田中
- イサミ劇団「蒼っ!」（2014年） - 井伊直弼
- 妖怪剣客（2017年、十三シアターセブン） - 妖魔・海堂
- 力-TAROU 舞台版エピソード0（2018年、シアターOM） - 長老

### PV
- 悪役テレビOP（2017年）[31]
- ユニバーサルスタジオジャパン「ホラーナイト」最強ゾンビ襲来編 - メインゾンビ
- アニメ「バッカーノ」　オープニング実写版
- コーディン「旧サイレン」ミュージックビデオ - 主演[32]

### イベント
- 東北大震災チャリティコンサート「絆」オープニングダンス
- 北原梨紗ディナーショー　ショートミュージカル・ご主人

### CM
- Nescafe「Break time」金本真吾監督 (2020)[33]　※企業特別賞(ネスレ日本株式会社部門)
- 大阪万博誘致動画 (2019)
- 奈良県PR動画「奈良の木のこと・KIMIKO編」 (2017)[34]
- グランドボウル「人に当たるな編」